# 和光大学
和光大学（わこうだいがく、英語: Wako University）は、東京都町田市金井ヶ丘五丁目1-1に本部を置く日本の私立大学。1933年創立、1966年大学設置。
小田急小田原線の鶴川駅が最寄り駅。敷地が神奈川県川崎市麻生区岡上にまたがっている。

## 概観

### 大学全体
成城小学校を源流とする和光学園を母体として、1966年に創立された。敷地が隣接する玉川学園、玉川大学も同じく成城学園から枝分かれしたものだが、戦後すぐにコア・カリキュラム連盟（コア連、現：日本生活教育連盟）と提携したことから、タイプの全く異なる大学になっている。和光大学の初代学長は梅根悟。西洋教育史を専門とした日本教育史学の確立者であり、コア連中核メンバーの一人。コメニウス、ルソー、シュライエルマッハーらの思想に基づいた教育史の見直しをしたことで知られている。
2003年に大学院を設置・開設した。

### 建学の精神
〜小さな実験大学〜
小さな実験大学とは、和光大学初代学長の梅根悟が言った言葉である。梅根は、その著書『小さな実験大学』で開学にあたり、これだけ数ある私立大学のなかに、もうひとつ大学を作るからには、小さくてもいいからダイヤモンドのような本物の光を放つ大学を作りたい、和光大学は一人の偉大な創立者を崇拝する大学でも、一つの教団の伝道機関としてのミッションスクール型大学でもなく、また営利大学型の大学でもない。ヨーロッパの中世大学がその始源において示したような学者教師集団（ウニヴェルシタス・マギストロールム）としての理念を活かした大学、ユニークな個性と主張をもった私立学校、それが和光大学の姿であると述べている。

### 教育および研究
開学以来、プロゼミ・ゼミ等の少人数教育をいち早く行っているため、教師と学生の距離が他大学に比べ近いと言われている。他学部・他学科の授業も履修可能な「講義バイキング制度」を取り入れており、学部・学科間の垣根が低いのも特徴である。授業内容においては、古代の発火方法を実際に体験する授業など、個性的でユニークな授業が存在する。また、障害者を受け入れていることでも知られている。

### 学風および特色
学内への入口には、大正時代に開花した自由主義教育の理論的指導者である澤柳政太郎の胸像（北村西望作）がおかれている。和光大学の学風（教育）もこの流れを汲んでおり、大学における学生の活動は自由なものとなっている。名物となっている学生同士でのフリーマーケットや焚き火（場所限定）による焼き芋などは、大学への届出の必要はない。
和光大学附属梅根記念図書館にはジャン＝ジャック・ルソーの「自然を見よ、そして自然の教える道に従ってゆけ」という『エミール』からの言葉がレリーフとして掲げられている。

## 沿革
（沿革節の主要な出典は公式サイト）

### 略歴
和光学園は、1933年に成城学園から分かれて作られ、「大学は自由な研究と学習の共同体」という理念のもとに創立された。

### 年表
- 1933年（昭和8年）：成城学園から分かれた教師、父兄らによる和光学園創立
- 1934年（昭和9年）：和光小学校開校
- 1947年（昭和22年）：和光中学校開校
- 1950年（昭和25年）：和光高等学校開校
- 1956年（昭和31年）：和光幼稚園開園
- 1966年（昭和41年）：和光大学開学。人文学部（人間関係学科・文学科・芸術学科）と経済学部（経済学科）を開設。梅根悟が初代学長に就任
- 1969年（昭和44年）：和光鶴川幼稚園開園
- 1981年（昭和56年）：藤井清が学長に就任
- 1989年（平成元年）：経済学部に経営学科を開設
- 1992年（平成4年）：和光鶴川小学校開校
- 1993年（平成5年）：杉山康彦が学長に就任
- 1995年（平成7年）：人間関係学部（人間関係学科・人間発達学科）を開設。和光大学総合文化研究所開設
- 1997年（平成9年）：千野栄一が学長に就任
- 2000年（平成12年）：表現学部（文学科・表現文化学科・芸術学科・イメージ文化学科）開設
- 2001年（平成13年）：三橋修が学長に就任
- 2003年（平成15年）：和光大学大学院社会文化総合研究科（修士課程）を開設
- 2004年（平成16年）：経済学部を経済経営学部に、経営学科を経営メディア学科に名称変更
- 2005年（平成17年）：白石昌夫が学長に就任
- 2006年（平成18年）：創立40周年
- 2007年（平成19年）：人間関係学部を現代人間学部（心理教育学科・現代社会学科・身体環境共生学科）に、表現学部4学科を2学科（総合文化学科・芸術学科）に改編
- 2009年（平成21年）：伊東達夫が学長に就任
- 2010年（平成22年）：現代人間学部心理教育学科に保育専修を開設
- 2013年（平成25年）：経済経営学部の経営メディア学科を経営学科に名称変更
- 2015年（平成27年）：創立50周年。現代人間学部の心理教育学科に心理学専修と子ども教育専修を開設（2010年開設の保育専修は子ども教育専修保育コースに改組）
- 2017年（平成29年）：専攻科を廃止
- 2018年（平成30年）：井出健治郎が学長に就任
- 2019年（平成31年）：身体環境共生学科を人間科学科に名称変更
- 2020年（令和2年）：和光大学大学院社会文化総合研究科に心理学専攻（修士課程）を開設。学長に半谷俊彦が就任

## 基礎データ

### 所在地
- 大学キャンパス（東京都町田市金井ヶ丘五丁目1-1） 固有の郵便番号〒195-8585を使用

### 象徴

#### 校章
- 和光学園の校章（北村西望デザイン）

#### スクールカラー
- 大学のカラーとして緑が使用されている（公式には制定されていない）。

### 学生総数
- 約3,200名

## 教育および研究

### 組織

#### 学部
- 現代人間学部
  - 心理教育学科
    - 心理学専修
    - 子ども教育専修
      - 保育コース

  - 現代社会学科（2021年度募集停止）[7]
  - 人間科学科（身体環境共生学科より2019年名称変更）
- 表現学部
  - 総合文化学科
  - 芸術学科
- 経済経営学部
  - 経済学科
  - 経営学科

#### 大学院
- 社会文化総合研究科
  - 社会文化論専攻（修士課程）（2022年より学生募集停止）
    - 現代社会文化論コース
    - 発達・教育臨床論コース
    - 現代経済・ビジネスコース

  - 心理学専攻（修士課程）

### 附属機関
- 研究所
  - 和光大学総合文化研究所（2016年3月31日に廃止）
  - 和光大学社会経済研究所
- 研究会
  - 和光大学文学会
- 図書館
  - 和光大学附属梅根記念図書・情報館
- 施設
  - 展示館
  - 異文化交流室
  - ジェンダーフォーラム
- センター
  - 和光大学国際交流センター
  - 和光大学地域連携研究センター
    - 大学開放フォーラム
    - ジェンダーフォーラム
    - 地域・流域共生フォーラム
- 研修センター
  - 和光学園松本研修センター
    - 長野県松本市
- セミナーハウス
  - 和光大学青部セミナーハウス（2000年3月廃止後、子供問題研究会、麦っ子畑保育園、にんじん村保育園に運営移管。）
    - 静岡県榛原郡川根本町

  - 和光大学忍野セミナーハウス（2008年3月廃止）
    - 山梨県南都留郡忍野村

  - 和光大学舞鶴セミナーハウス（2008年7月開設、2019年廃止）
    - 千葉県市原市

## 学生生活

### 学生自治
開学の時期が学生運動の高揚期と重なったため、党派（セクト）間による学生自治の主導権争いが激化し、開学当初の暫定自治会が崩壊。結果として自治会が存在しないまま現在にいたる。代わりに各サークルが所属する全学サークル連合（通称:サー連）と呼ばれる緩やかなノンセクトの自治組織があり、学生側から大学側への意見や要望などを伝える唯一の窓口となっている。

### 学園祭（大学祭）
毎年11月に全学サークル連合が事実上主催する大学祭が開催されている。以前は3日間（72時間、オールナイト）連続の開催で和光大学の名物でもある。

## 大学関係者と組織

### 大学関係者組織
- 同窓会および関係者組織として、和光同塵会がある。※対象（卒業生、教職員、在学経験者、過去勤務者など）
- 卒業生数は2018年時点で3万5千人を超える。

## 施設

### キャンパス
ワンキャンパス制をとっているため、4年間同一キャンパスで講義を受けることになる。これにより学部・学科間の交流も盛んで、「講義バイキング制」も可能となっている。

#### 町田キャンパス
- 東京都町田市金井ヶ丘五丁目1-1
- 交通アクセス

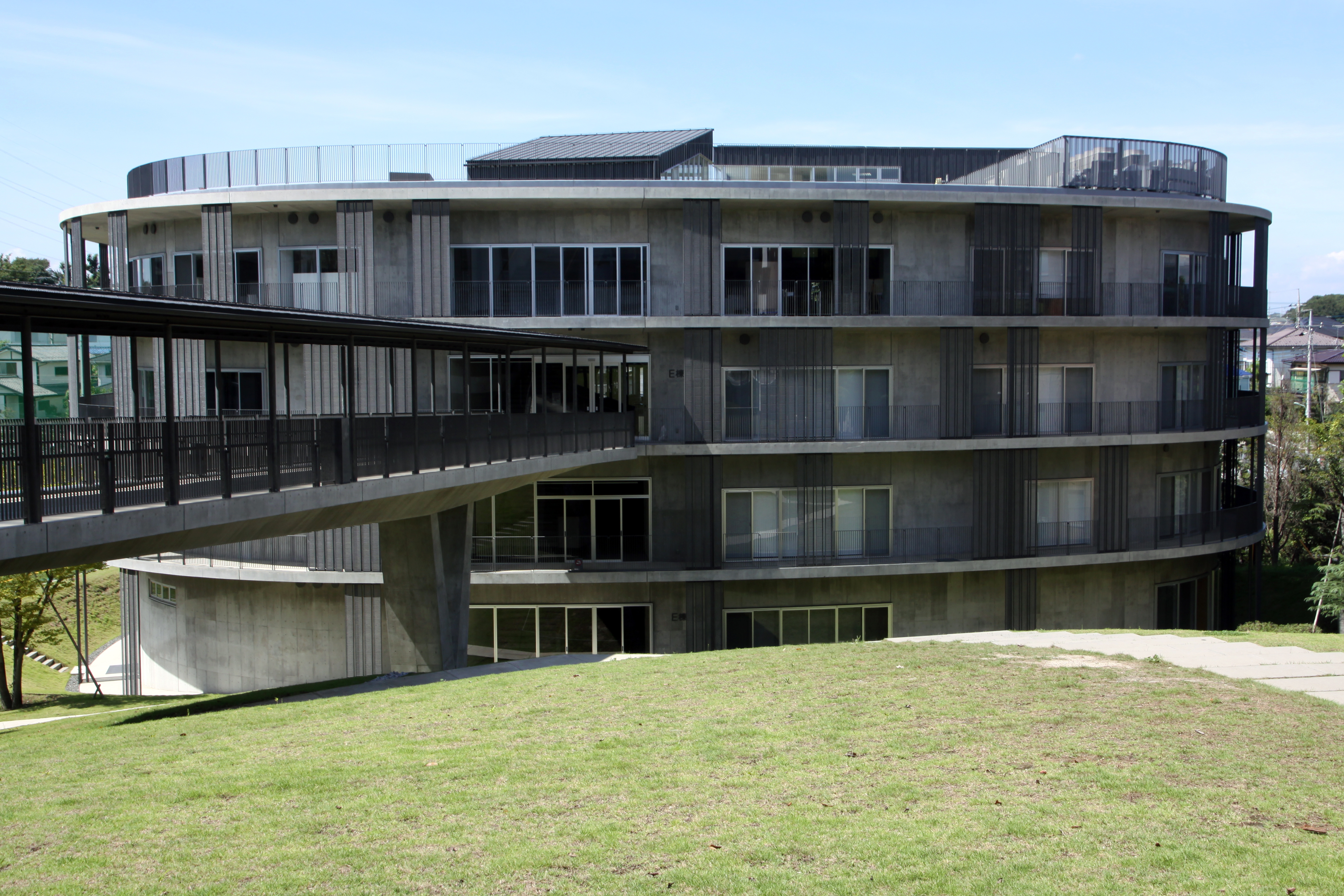
町田大学キャンパス E棟

  - 鶴川駅から徒歩15分、学バスも運行されている。

大学（キャンパス）およびその周辺は、野部利雄の作品『わたしの沖田くん』や、松本大洋の作品『青い春』、岩明均の作品『風子のいる店』、などの漫画作品の舞台として取り上げられた。また、1970年代後半に撮られた映画作品『下落合焼きとりムービー』の撮影舞台ともなった。2004年にOGの内藤みかが書いた恋愛小説『あなたを、ほんとに、好きだった。』では、1993年頃の大学と寮が舞台になっており、内藤の実体験であると思われる当時の世の中や大学の様子がリアルに描かれている。
1980年代に学生により学内に作られたかまどがあり、サークルおよび学部・学科を越えた交流の場として利用されている。また、多数の猫が学内に居住しており、学生・教職員に親しまれている。

### 寮
和光大学学生寮が大学キャンパス内に設けられていたが、2021年3月末に閉寮し、解体済み。管理人はおらず、学生により自主的に運営されていた。

## 対外関係

### 地方自治体との協定
- 川崎市麻生区・6大学公学協働ネットワーク（2012年締結）
  - 玉川大学・昭和音楽大学・田園調布学園大学・日本映画大学・多摩大学
- 町田市との包括協定（2006年締結）
  - 和光大学附属梅根記念図書館との協力貸出しの対応

### 単位互換協定
- 札幌大学
- 東京工芸大学
- 沖縄大学
- 学術・文化・産業ネットワーク多摩加盟大学

### 包括的連携に関する協定
- 京都精華大学

## 和光学園系列校
- 真光寺キャンパス（東京都町田市真光寺町）
  - 和光中学校・和光高等学校
  - 和光鶴川幼稚園・和光鶴川小学校
- 世田谷キャンパス（東京都世田谷区桜）
  - 和光幼稚園・和光小学校

## 事件
2004年、入学試験に合格した松本麗華（麻原彰晃の三女）の入学をいったん許可しながら、入学手続きの書類によって麻原の三女であることが分かると入学を拒否した。この措置について、2006年2月に東京地裁において30万円の慰謝料支払命令が下されている。
この件について、当時の文部科学大臣・河村建夫は「義務教育段階の学校と異なり、特に私学の大学が、自ら学習環境に配慮して決めたことについて、あれこれ言う立場にありません」「平穏な学習環境を整えることは、大学にとっては大事なことだと思います」と述べた上で、「一般論から言えば、本人自身の事情を超えて、松本被告の子どもということで入学を不許可にするということはどうなのかなと思います」とコメントした。

## 公式サイト
- 和光大学
- 和光大学 入試チャンネル - YouTubeチャンネル
- 和光大学 / Wako University (@wakouniversity) - Instagram